# Гаевое (Киевская область)
Гаевое (укр. Гайове, до 2016 г. — Фрунзовка) — село, входит в Великодымерскую поселковую общину Броварского района Киевской области Украины.
Население по переписи 2001 года составляло 102 человека. Почтовый индекс — 07431. Телефонный код — 4594. Занимает площадь 5,7 км². Код КОАТУУ — 3221280403.

## История
- 2016 — Верховная Рада переименовала село Фрунзовка в село Гаевое[2].

## Местный совет
07431, Киевская обл., Броварский р-н, с. Бобрик, ул. Шевченко, 4